# Crus

Anatomía interna de la vulva humana, con la capucha del clítoris y los labios menores indicados como líneas.

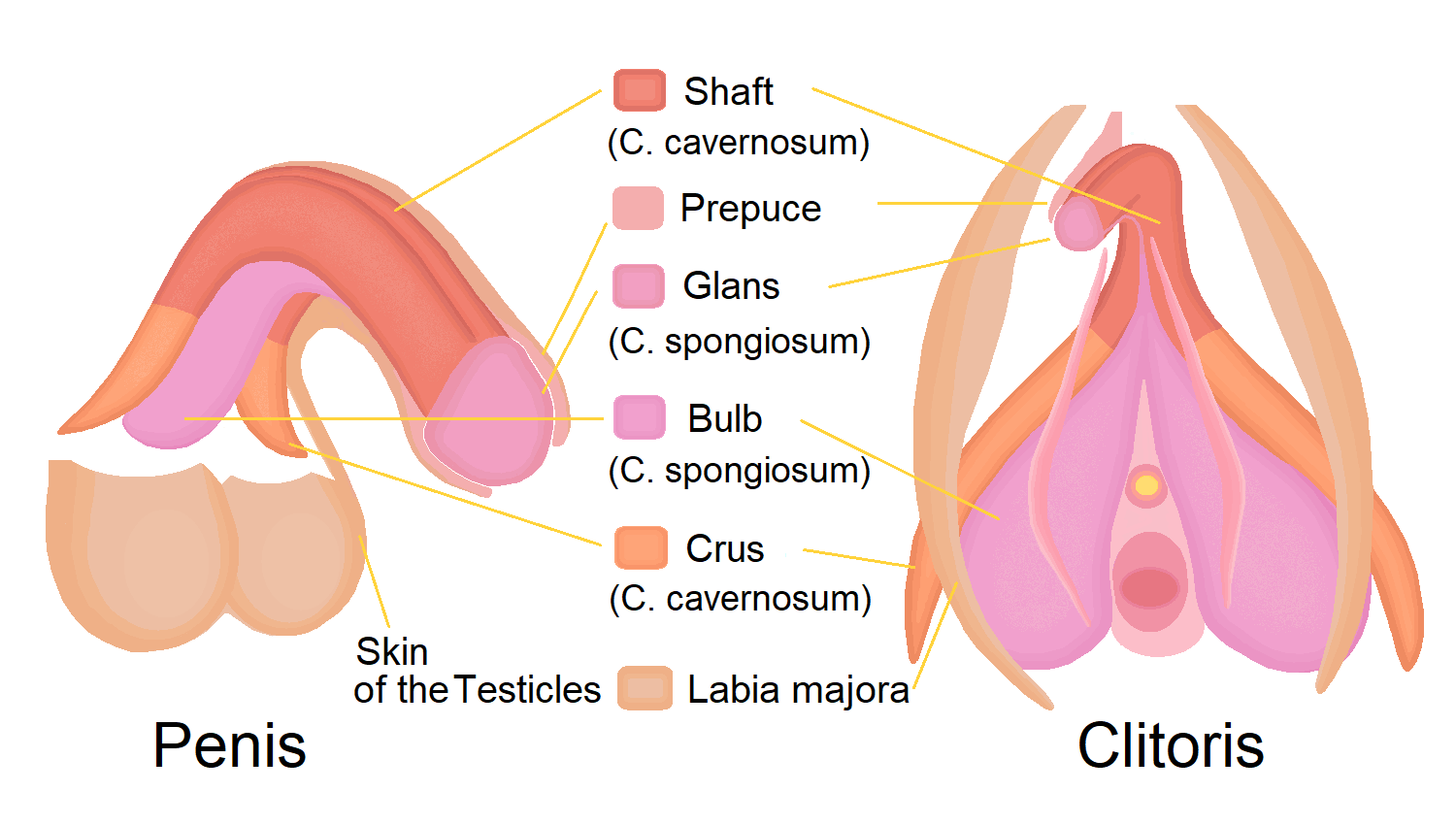

Crus clitoral es una estructura de tejido eréctil. Las mujeres presentan dos, que juntas tienen una forma de V. Cada crus converge en el clítoris.

## Etimología
"Crus" es una palabra en latín que significa pierna.

## Fisiología
El crura (plural de crus) está sujetado al arco púbico, y es adyacente al 
bulbo vestibular. Cada crus flanquea la uretra, la esponja uretral, y la vagina y se extiende hacia atrás del pubis. Cada crus conecta al rami del pubis y el isquion.
Cada crus puede llenarse con sangre.
Cada crus está cubierta por el músculo isquiocavernoso.